# Bundescloud
Die Bundescloud ist die private Cloud der deutschen Bundesverwaltung. Sie wird vom IT-Dienstleister des Bundes, dem Informationstechnikzentrum Bund (ITZBund), betrieben.

## Geschichte
Der Aufbau einer Cloud für die Bundesverwaltung wurde 2011 durch den Innenminister Hans-Peter Friedrich angekündigt.
Am 20. Mai 2015 wurde im Rahmen der „IT-Konsolidierung Bund“ der Aufbau der Bundescloud vom Bundeskabinett beschlossen. Anfang 2016 wurde das ITZBund mit dem Aufbau der Bundescloud beauftragt. Am 30. Juni 2017 wurden die ersten Bundescloud-Services für die Behörden der Bundesverwaltung bereitgestellt. Am 17. April 2018 wurde bekanntgegeben, dass die deutsche Firma Nextcloud die Ausschreibung zur BundescloudBox gewonnen hat. Die Bekanntgabe der Nutzung einer Open-Source-Lösung durch die Bundesverwaltung hat zu einem starken Medienecho geführt.
Am 2. April 2020 gab das ITZBund bekannt, dass den Behörden im Rahmen der Dienstekonsolidierung die BundescloudEntwicklungsplattform als „Platform as a Service“ (PaaS) zur Verfügung gestellt wird. Die BundescloudEntwicklungsplattform basiert auf einer Open-Source-Lösung der Cloudogu GmbH.

### Parlamentarische Befassung
Die Bundescloud ist Gegenstand zahlreicher Anfragen aus dem Deutschen Bundestag.